# Janiczak Dávid
Janiczak Dávid (Ózd, 1987. március 4. –) magyar–lengyel származású politikus, 2014 óta Ózd polgármestere (egyben Magyarország egyik legfiatalabb polgármestere volt), 2016-tól a Jobbik alelnöke. 2018 májusában egy napig országgyűlési képviselő.

## Élete
Tanulmányait a Szemere Bertalan Szakképző Iskolában és az Eszterházy Károly Főiskola levelező tagozatán végezte. Bár fiatalon is foglalkozott politikával, de a pártéletbe csak 2009 után kapcsolódott be. Az ózdi Jobbik-szervezet alelnöke lett, majd a csoportot annak feloszlatása után 2012-ben ő alapította újra. Eközben az arlói kemping vezetőjeként tevékenykedett, később Szilvásváradon foglalkozott marketingtevékenységgel. Janiczak Dávid autodidakta grafikus és amatőr költő is, János bácsi 2061 című versével elnyerte az Aranytoll pályázat második díját.

## Polgármesterré választása
A 2014. október 12-én tartott ózdi önkormányzati választáson 66 szavazattal előzte meg a Fidesz által támogatott addigi polgármestert, Fürjes Pált, aki azonban arra hivatkozva, hogy öttel kevesebb szavazólapot találtak az urnákban, mint ahányan a jegyzőkönyv szerint részt vettek a választáson, emellett a kormánypárt delegáltjai jogszabálysértést észleltek a szavazatok számlálásakor, valamint tanúk állították, hogy az egyik jelölt anyagi ellenszolgáltatást ígért és adott a választóknak, megtámadta az eredményt. A Borsod-Abaúj-Zemplén megyei területi választási bizottság úgy határozott, a választást ezért meg kell ismételni, a döntést pedig helyben hagyta a debreceni ítélőtábla is. Az új választás időpontját november 9-re tűzték ki. A megismételt szavazáson Janiczak már a szavazatok közel kétharmadát szerezte meg, összesen több mint 5000 szavazattal előzte meg Fürjest. A választás estéjén többezres ünneplő tömeg gyűlt össze a város utcáin, akik a városházára kísérték a megválasztott polgármestert.
Janiczak megbízólevelét november 13-án vette át, a polgármesteri esküt november 20-án tette le.
2014-ben egy fotó került publikálásra, amelyen egy Adolf Hitler hasonmással fényképezkedett.
2018. május 9-én lemondott országgyűlési képviselői mandátumáról, de továbbra is Ózd polgármestere maradt.